# Jean-Louis de Fenis de Lacombe
Jean-Louis de Fénis de Lacombe est un homme politique français né le 16 décembre 1745 à Tulle (Corrèze) et décédé le 3 juillet 1822 à Paris.
Abbé et grand prévôt de la cathédrale de Tulle, il est député suppléant du clergé aux États généraux de 1789. Il est appelé à siéger le 15 septembre 1790.

## Sources
- « Jean-Louis de Fenis de Lacombe », dans Adolphe Robert et Gaston Cougny, Dictionnaire des parlementaires français, Edgar Bourloton, 1889-1891 [détail de l’édition]